# Lubiaszów
Lubiaszów – wieś w Polsce, położona w województwie łódzkim, w powiecie piotrkowskim, w gminie Wolbórz,  w granicach Sulejowskiego Parku Krajobrazowego. 
| SIMC    | Nazwa           | Rodzaj     |
| ------- | --------------- | ---------- |
| 0556329 | Iłów            | część wsi  |
| 0556341 | Nowy Lubiaszów  | przysiółek |
| 0556358 | Stary Lubiaszów | przysiółek |

W latach 1975–1998 miejscowość administracyjnie należała do województwa piotrkowskiego.